# The Rebel (film, 1961)
Pour les articles homonymes, voir The Rebel.
Pour plus de détails, voir Fiche technique et Distribution.
The Rebel (Call Me Genius) est un film britannique satirique réalisé par Robert Day et sorti en 1961.

## Synopsis
Hancock est un employé de bureau londonien qui démissionne de son service pour se consacrer à plein temps à sa vocation de peintre. Il travaille avec enthousiasme à ce qu'il considère comme son chef-d'œuvre, Aphrodite au bain, et part pour Paris où son génie, pense-t-il, sera reconnu. Là, son sens de l'humour et sa personnalité généreuse lui valent l'estime du milieu bohème, mais bientôt, la critique, Sir Charles Broward en tête, l'éreinte ; pourtant, à la faveur d'un quiproquo (il est pris pour l'auteur du tableau de son colocataire, un artiste véritablement remarquable), Hancock finit par tromper son monde et renverse la situation. Mais l'imposture est finalement déjouée après quelques expositions. Hancock n'a plus qu'à rentrer à Londres, où il continuera de s'adonner à son œuvre, au mépris du jugement d'autrui...

## Fiche technique
- Titre alternatif: Call Me Genius
- Réalisation : Robert Day
- Scénario : Ray Galton, Tony Hancock, Alan Simpson
- Type : comédie
- Image : Gilbert Taylor
- Montage : Richard Best
- Musique : Frank Cordell
- Date de sortie : 7 mars 1961

## Distribution
- Tony Hancock : Anthony Hancock
- George Sanders : Sir Charles Brewer
- Paul Massie : Paul Ashby
- Margit Saad : Margot Carreras
- Grégoire Aslan : Aristotle Carreras
- Dennis Price : Jim Smith
- Irene Handl : Mrs. Crevatte
- John Le Mesurier : Office Manager
- Liz Fraser : Waitress
- Mervyn Johns : Manager of Art Gallery, London
- Peter Bull : Manager of Art Gallery, Paris
- Nanette Newman : Josey
- Marie Burke : Madame Laurent
- Bernard Rebel : Art Dealer
- Sandor Elès : Artist

## Réception
C'est le premier film où l'animateur Hancock tient la vedette. Bien accueilli en Grande-Bretagne, cette histoire d'imposture n'eut aucun succès aux Etats-Unis ; d'ailleurs, l'existence d'une série télévisée de même titre (The Rebel, qui préfigure par certains aspects Au nom de la loi) avait incité les producteurs américains à rebaptiser le film pour le titre, plus trivial, de Call Me Genius, ce qui acheva de déchaîner la critique : Bosley Crowther, dans sa chronique du The New York Times, trouve Hancock « encore moins drôle » que Norman Wisdom.

## Nominations et récompenses
Le film a été nommé lors de la 15e cérémonie des British Academy Film Awards